# Anodoration
Anodoration es un género de arañas araneomorfas de la familia Linyphiidae. Se encuentra en Sudamérica. 

## Lista de especies
Según The World Spider Catalog 12.0:
- Anodoration claviferum Millidge, 1991
- Anodoration tantillum (Millidge, 1991)